# Megasema kurilana
Megasema kurilana là một loài bướm đêm trong họ Noctuidae.